# Mistrzostwa Polski w Judo 2005
49. edycja Mistrzostw Polski w judo odbyła się w dniach 29 – 30 października 2005 roku w Opolu bez kategorii open w której to kategorii mistrzostwa rozegrano w dniu 12 listopada w Bydgoszczy.

## Medaliści 49 mistrzostw Polski

### Kobiety
| Kategoria wagowa: | Złoto:                                   | Srebro:                              | Brąz:                                                                         |
| 48 kg             | Katarzyna Pułkośnik AZS Opole            | Martyna Prawdzik Śląsk Wrocław       | Joanna Maciej AZS Opole Katarzyna Skuła AZS AWFiS Gdańsk                      |
| 52 kg             | Barbara Bukowska Śląsk Wrocław           | Iwona Machałek AZS AWFiS Gdańsk      | Barbara Krzywda AZS Kielce Monika Dikow Gwardia Bielsko-Biała                 |
| 57 kg             | Inga Gołaszewska Gwardia Warszawa        | Monika Woźniak AZS AWFiS Gdańsk      | Małgorzata Bielak AZS AWFiS Gdańsk Monika Cabaj AZS AWFiS Gdańsk              |
| 63 kg             | Aneta Szczepańska Olimpijczyk Włocławek  | Weronika Rainczuk AZS Gdańsk         | Ewelina Stanczewska Polonia Rybnik Ewa Iwańska-Wiwatowska Zryw Toruń          |
| 70 kg             | Paulina Rainczuk AZS AWFiS Gdańsk        | Beata Rainczuk Czarni Bytom          | Katarzyna Piłocik MKS Czechowice-Dziedzice Justyna Kułagowska AZS AWF Wrocław |
| 78 kg             | Agnieszka Chlipała Gwardia Bielsko-Biała | Barbara Wójcicka Błękitni Tarnów     | Katarzyna Białkowska Start Skierniewice Agnieszka Czepukojć AZS AWFiS Gdańsk  |
| +78 kg            | Małgorzata Górnicka AZS AWF Wrocław      | Urszula Sadkowska UKS Rekord Olsztyn | Magdalena Kozioł AZS Gdańsk                                                   |
| open              | Magdalena Kozioł AZS AWFiS Gdańsk        | Paulina Rainczuk AZS AWFiS Gdańsk    | Emilia Rulka UKS Rekord Olsztyn Marzena Makuła AZS AWF Wrocław                |

### mężczyźni
| Kategoria wagowa: | Złoto:                                | Srebro:                                 | Brąz:                                                               |
| 60 kg             | Tomasz Kowalski AZS Opole             | Mariusz Rowicki UKJ Ryś Warszawa        | Kamil Sułek Gwardia Warszawa Maciej Kostrzewa AZS AWF Warszawa      |
| 66 kg             | Artur Kłys Wisła Kraków               | Mariusz Janicki Śląsk Wrocław           | Mateusz Michałek Czarni Bytom Przemysław Źródło AZS Warszawa        |
| 73 kg             | Krzysztof Wiłkomirski AZS UW Warszawa | Paweł Żydak Gwardia Warszawa            | Bartosz Garsztecki AZS Gliwice Robert Trędowski Gwardia Warszawa    |
| 81 kg             | Łukasz Bałanda AZS UW Warszawa        | Łukasz Błach Gwardia Wrocław            | Robert Krawczyk Czarni Bytom Paweł Urban AZS AWF Warszawa           |
| 90 kg             | Przemysław Matyjaszek Czarni Bytom    | Łukasz Koleśnik Gwardia Wrocław         | Wincenty Krawczyk Czarni Bytom Piotr Golus Czarni Bytom             |
| 100 kg            | Kamil Panek AZS AWFiS Gdańsk          | Przemysław Jaroszewski Gwardia Warszawa | Paweł Smoliniec AZS AWFiS Gdańsk Michał Zieniawa UKS Budokan Gdańsk |
| +100 kg           | Grzegorz Eitel Gwardia Warszawa       | Janusz Wojnarowicz Czarni Bytom         | Michał Pokrywka Olimpia Poznań Mirosław Wolszczak Śląsk Wrocław     |
| open              | Paweł Smoliniec AZS AWFiS Gdańsk      | Paweł Malowaniec Gwardia Opole          | Patryk Janik Śląsk Wrocław Mirosław Wolszczak Śląsk Wrocław         |